# Ланівці
Ла́нівці — місто (до травня 2001 року — селище міського типу) в Україні, адміністративний центр Лановецької міської громади Кременецького району Тернопільської області. До Лановецької міської громади належать 40 сіл. 

## Географічне розташування

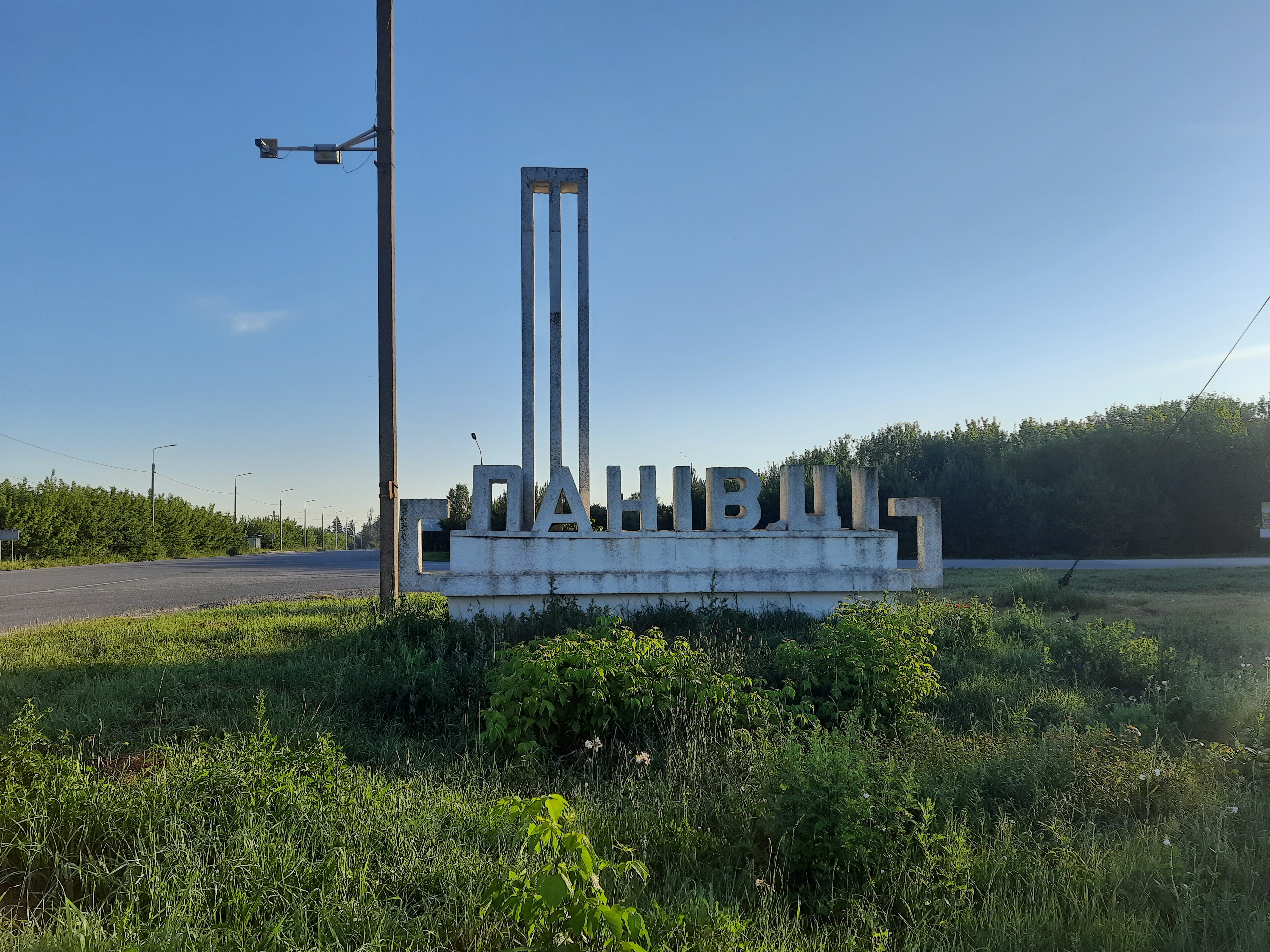
Знак при в'їзді в Ланівці

Місто Ланівці розташоване при впадінні річки Буглівка і Жердь у річку Жирак (права притока Горині), за 65 км на північний схід від обласного центру. Від міста починається автошлях територіального значення Т 2012 Ланівці — Теофіполь. На південно-західній околиці міста річка Синявка впадає у річку Жирак. Відстань до Тернополя — 54 км.

## Топоніміка
Походження назви Ланівці походить від давньоруських або староукраїнських імен, імен-прізвищ чи прізвиськ.
Існує гарна легенда про походження назви Ланівці від імені-прізвиська Лань.
Давним-давно жив на світі хлопчик. Ім'я його було Лан. Уродився Лан роботящим, добрим і батьки його не були бідними. З дитинства він кохав дівчинку Оленку, а Оленка відповідала йому взаємністю.
Мати Оленки дуже не любила Лана. І ось прийшов час одружуватися. Оленка стала така гарна, як вишенька. Вирішили грати весілля. А мати Оленки все ж не хотіла, щоб її донька вийшла заміж за Лана і, підкупивши служницю, наказала їй отруїти молодих. Служниця влила отруту в кубки Лана та Оленки і вони попадали на долівку мертвими. Тут диво сталося: молоді зникли, а на тому місці, де вони лежали, виросла пшениця.
Служниця зізналася, що вона влила отруту за наказом Оленчиної матері. Тоді місцеві люди прив'язали ту нещасливу матір косою до хвоста коня і пустили його в поле. З того часу поселення, де відбулися ці події, дістало назву Ланівці.
Можливо перші «ланівчани», прийшовши на необжиті землі, вирубали ліс, обробили цю землю та й оселилися на «лані-рівнині».
Можливо також що назва, пов'язана з терміном лан — поземельна міра в шляхетській Польщі і феодальній Литві та на загарбаних ними українських землях у XIV—XVIII століттях; основне мірило феодальних повинностей залежного селянства. Назва від «лан» за допомогою суфіксу -івець (назва жителя), -івці — множина>Ланівці (ойконім).

## Історія

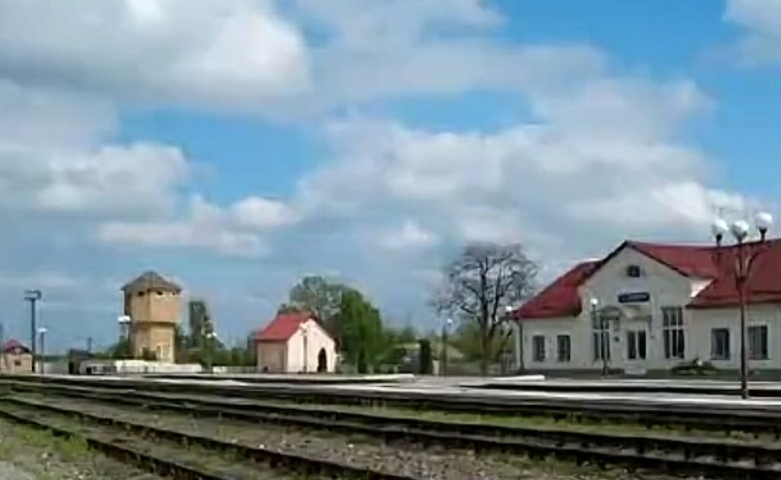
Вокзал станції Ланівці

Перша письмова згадка про Ланівці датується 1444 роком.
Поблизу Ланівців, в урочищі Левада, виявлено поселення трипільської культури, знайдено бронзовий меч доби пізньої бронзи та римські монети II століття. Поселення трипільців, розміщене в урочищі Левада, виявлене у 1920-х роках. Підйомний матеріал (уламки посуду, фрагмент глиняної статуетки) зберігається в Львівському історичному музеї.
На північній околиці міста (на березі річки Горинь) місцевими жителями неодноразово виявлялись залишки посуду Черняхівської культури та монети — срібні динарії Римської імперії.
Час виникнення поселення невідомий. Імовірно поселення виникло не пізніше початку побудови великим князем литовським Вітовтом ленної системи оборони русько-польсько-литовської держави.
В історичних документах Ланівці як одне з великих поселень Волині вперше згадується під 1444 роком, згідно з грамотою короля Казимира XV Ягеллончика, який надав лановецькі землі Панькові Єловицькому (у пізніших документах є посилання щодо заснування 8 січня 1443 року). В описі Крем'янецького замку за 1545 рік — як власність Кизьминських та Єловицьких, 1565 — власність Гнєвошів — Єловицьких. Наприкінці ХІХ століття Ланівці належали родині графів Жевуських. Офіційно Ланівці отримали міські права та стали містом у 1545 році.
У XV столітті тут споруджується невеликий замок типу укріплений двір на пагорбі між ріками Жирак і Буглівка.
1565 року загін князя Олександра Вишневецького пограбував містечко.
У 1568 році власник міста Сава Єловицький перетворив оборонний двір на замок, додатково укріпивши його штучним ставом. Додаткові оборонні роботи пояснювались зростанням загрози з боку татар.
Восени 1618 року татари зруйнували замок, після чого його не відновлювали.
У 1648, 1649 і 1651 роках місто захоплювали козаки Богдана Хмельницького. Очевидно в цей час існували незначні міські укріплення, які не могли бути перепоною для однієї з найбільших армій Європи, якою були козацько-селянські загони.
На місці замку у XVIII столітті Михайло Єловицький спорудив цегляний палац, який за радянської влади розібрали через аварійність. У 1980-ті роки XX століття на місці палацу спорудили професійно-технічне училище, яке і зараз перебуває на замчищі. Одна із фортифікаційних оборонних стін частково збереглась.
1793 року, після другого поділу Речі Посполитої, містечко відійшло до Російської імперії та на короткий час стало волосним центром Кременецького повіту Волинської губернії. Місто стало активно розвиватись. Надалі й до 1920 року Ланівці належали до Білозорецької волості Кременецького повіту Волинської губернії.
Від початку XIX століття в дерев'яній каплиці, що знищена за радянських часів, зберігалася чудотворна ікона Матері Божої Лазенківської (за переказами, вивезла на Дон графиня Демидова).
1841 року згорів майже весь єврейський квартал містечка (загалом 129 будинків).
1870 року в Ланівцях діяли церква, костел, 2 синагоги, 3 підприємства, 5 торговельних закладів, млин (зберігся до наших днів), від 1874 року — народне училище, пивна єврея Брімера, нащадки якого виділили кошти на благоустрій меморіалу розстріляним нацистами євреям (про що свідчить відповідний вказівний знак). В Ланівцях розташований ряд підземних ходів, які пролягають від будинку по вул. Незалежності, 16 (бар «Калина», ближче до магазину «Побутова техніка») до пам'ятника князю Володимиру Святославичу, де розгалужується до сучасного будинку культури (колишній костел) та будівлі Лановецького районного військового комісаріату.
Наприкінці XIX століття тричі на рік у Ланівцях відбувалися ярмарки.
На початку XX століття Ланівці — один із центрів торгівлі на Волині.
1915 року для військових потреб прокладено залізничну лінію Тернопіль — Шепетівка, з відкриттям однойменної станції.
У травні — червні 1919 року в Ланівцях розташовувався корпус січових стрільців армії УНР (після прибуття в обід 28 травня 1919 року до міста Кременець командувача армії УНР отамана Василя Тютюника останній видав наказ військам УНР перейти у наступ на більшовиків після відступу з міста Дубно з метою подальшого виходу військ на лінію фронту Проскурів — Шепетівка та з метою збільшення площі території на якій можливо провести мобілізацію жителів до лав армії УНР. В цей час, після 28 травня 1919 року, корпус січових стрільців УНР займає Ланівці та діє по лінії фронту Старокостянтинів — Ланівці).
2 червня 1919 року під Ланівцями Кінний полк Чорних Запорожців Армії УНР розгромив частину з 2-ї Таращанської бригади військ Росії. Було захоплено півсотні полонених, 2 гармати та 2 важкі скоростріли.
На початку червня 1919 року війська Червоної армії розстріляли близько 50 бійців армії УНР; на місці їх поховання насипана могила з хрестом (відновлена у 1991 році). Відбувається перша окупація міста більшовиками.
20 вересня 1920 року Ланівці захопили війська Польщі. В цьому ж році Ланівці стають центром ґміни. Розпочинаються утиски українських селян поляками. Здійснюється заборона публічного розміщення українського герба (тризуб).
Діяли «Просвіта», «Рідна школа», «Сільський господар», «Союз українок» та інші товариства.
У 1920-ті роки в Ланівцях діяв Лановецький повітовий суд, у Вишгородку — міський суд із судовим приставом. Матеріали та справи щодо діяльності даних судів зберігаються у Тернопільському обласному архіві (1.17.2.Ф.19). Відомості про наявність у цей час в місті нотаріуса відсутні. Водночас у м. Вишгородку у цей час свою діяльність здійснював нотаріус Геллерт.
До початку Другої світової війни у центральній частині міста проживали переважно євреї (сучасна вулиця Грушевського).
17 вересня 1939 року містечко зайняли війська Червоної армії. Від січня 1940 року Ланівці — районний центр.
В період з 2 липня 1941 по 6 березня 1944 роки Ланівці перебували під німецько-нацистською окупацією. У серпні 1942 року німецько-нацистські війська розстріляли понад 3500 місцевих євреїв; на місці їх поховання споруджено меморіальний знак (1982, скульптор Р. Білик). Поряд із меморіалом розташований єврейський цвинтар. Також в місті, на сучасній вулиці Незалежності, розташований польський цвинтар зі значною кількістю підземних склепів. Поряд із ним розташований Лановецький яр — місце масового поховання загиблих борців за волю України, яких розстріляно більшовиками у 1940—1950-х роках.
Активну участь ланівчани брали у діяльності УПА. Зокрема, систематично проводились відповідні акції проти більшовиків. Так, 17 жовтня 1944 року на ділянці залізниці Красносільці — Ланівці та Ланівці — Лепесівка вояки УПА спалили 6 залізничних мостів, спалили станцію Коськівці із всіма станційними спорудами та казарму для залізничників. Вбито начальника станції пана Фоменка. Повстанці забрали із собою стрілочників Віктюка і Картюка, зняли 22 прольоти проводу.
1956 року Ланівцям присвоєно статус селища міського типу.
У 1989 році чисельність населення становила 9318 людей.
У 1991 році після завершення радянської окупації українських земель Ланівці увійшли до складу незалежної України.
У 2001 році Ланівці отримали статус міста.
Після початку АТО у 2014 році (фактично російсько-української війни) жителі Ланівців стали до лав Збройних Сил України та захищають українську державність від окупаційних військ російського агресора.
За післявоєнні роки містечко відбудувалось. Виріс новий цукровий завод, промкомбінат, фабрики гумових іграшок, олійний завод, три елеватори. Споруджено середню школу, будинок культури, кінотеатр (не працює), лікарню, зооботанічний сад.

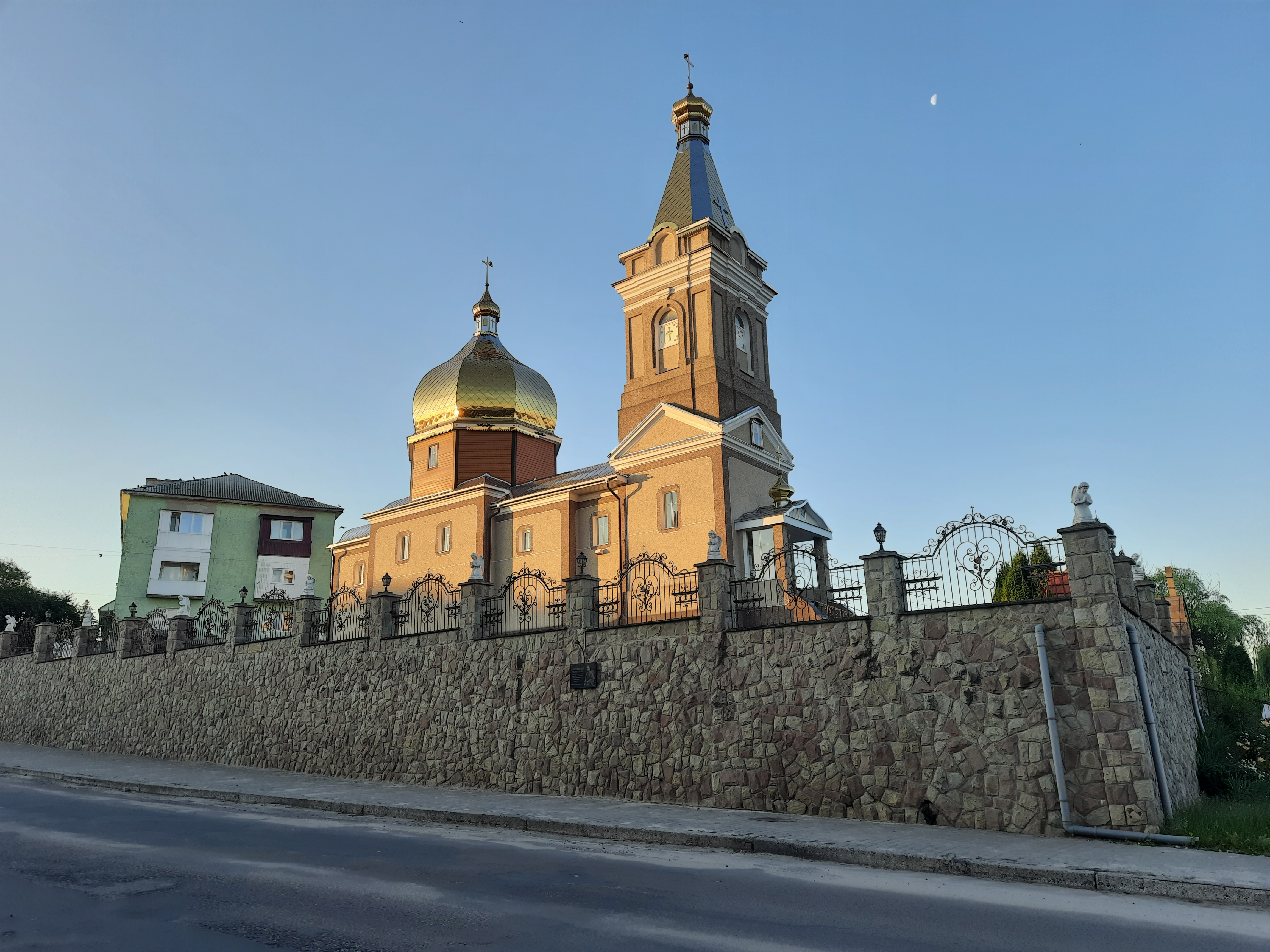
Церква Покрови Пресвятої Богородиці
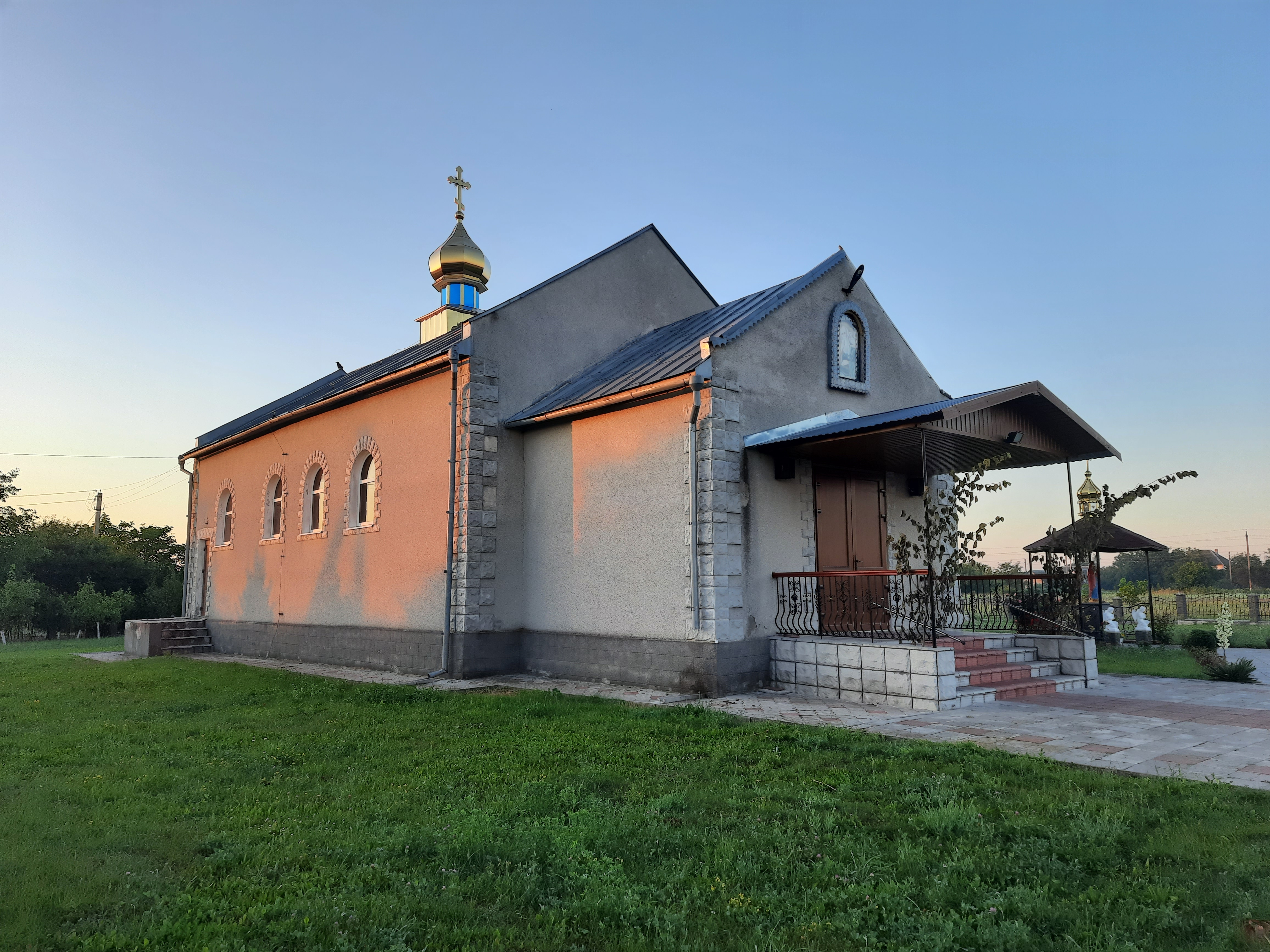
Церква святого апостола і євангеліста Іоана Богослова
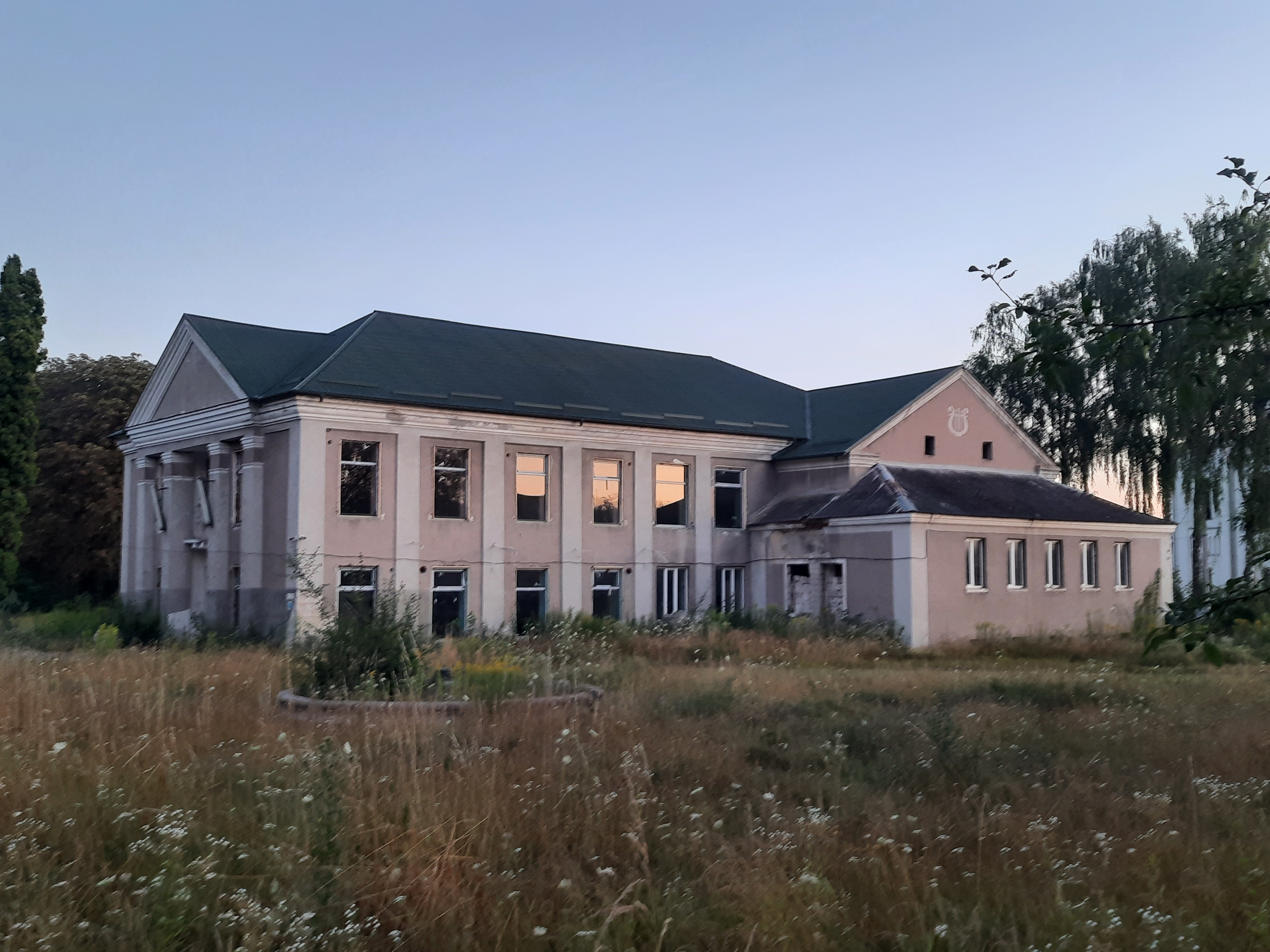
Будинок кудьтури
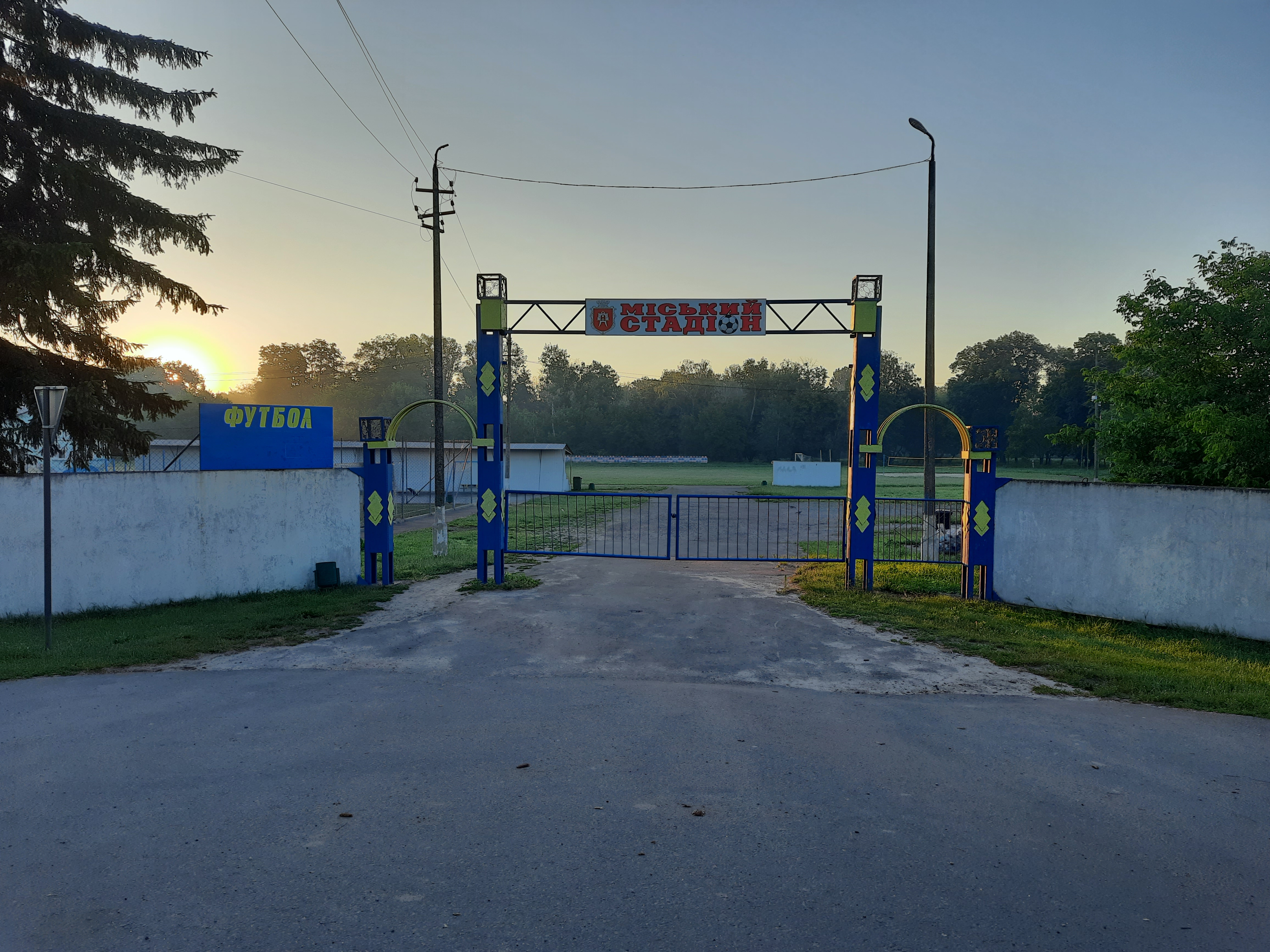
Стадіон

## Населення
Станом на 1 січня 2013 року чисельність населення становила 8752 особи.
| 1959    | 1970    | 1979    | 1989    | 2001    |
| ------- | ------- | ------- | ------- | ------- |
| 5 477   | ▲ 6 458 | ▲ 7 595 | ▲ 9 318 | ▼ 8 680 |
| 2003    | 2004    | 2005    | 2006    | 2007    |
| ▼ 8 642 | ▲ 8 684 | ▲ 8 709 | ▬ 8 690 | ▬ 8 707 |
| 2008    | 2009    | 2010    | 2011    | 2012    |
| ▬ 8 717 | ▬ 8 695 | ▼ 8 675 | ▲ 8 682 | ▲ 8 743 |
| 2013    | 2014    | 2015    | 2016    | 2017    |
| ▲ 8 752 | ▬ 8 746 | ▲ 8 778 | ▬ 8 767 | ▼ 8 700 |
| 2018    | 2019    | 2020    | 2021    | 2022    |
| ▼ 8 616 | ▼ 8 434 | ▼ 8 401 | ▼ 8 323 | ▼ 8 215 |

### Національний склад
Розподіл населення за національністю за даними перепису 2001 року:
| Національність  | Відсоток |
| --------------- | -------- |
| українці        | 98,21 %  |
| росіяни         | 1,38 %   |
| білоруси        | 0,13 %   |
| інші/не вказали | 0,28 %   |

### Мова
Розподіл населення за рідною мовою за даними перепису 2001 року:
| Мова            | Чисельність, осіб | Доля   |
| --------------- | ----------------- | ------ |
| Українська      | 8 436             | 98,7 % |
| Російська       | 97                | 1,14 % |
| Білоруська      | 4                 | 0,05 % |
| Румунська       | 4                 | 0,05 % |
| Вірменська      | 1                 | 0,01 % |
| Грецька         | 1                 | 0,01 % |
| Інші/Не вказали | 4                 | 0,04 % |
| Всього          | 8 547             | 100 %  |

## Релігія
На території міста діють такі церкви як:
- Покрови Пресвятої Богородиці (1816) — ПЦУ;
- Церква Покрови Пресвятої Богородиці — УГКЦ;
- Івана Богослова — УПЦ;
- Святого Пантелеймона — ПЦУ;
- собор Кирила та Мефодія — УПЦ;
- каплиця (1992, розписав Богдан Ткачик),
- Дім молитви (1992) — УЦХВЄ;
- Християнський центр «Небеса» [19].

Також збереглися залишки костелу Небовзяття Пресвятої Діви Марії (1857, мурований).

## Пам'ятники
Споруджено меморіальний комплекс землякам, полеглим у німецько-радянській війні (1985, архітектор І. Остапчук), пам'ятники Борцям за волю України (1996), Володимиру Великому (2001, скульптори обох — В. Садовник), та Тарасові Шевченку.
Встановлена меморіальна дошка на честь Тимофія Басюка.
У місті знаходиться єврейський некрополь з похованням 3587 євреїв, котрі були розстріляні гітлерівцями під час Другої світової війни. На місці поховання встановлено пам'ятний знак.

## Декларація місту

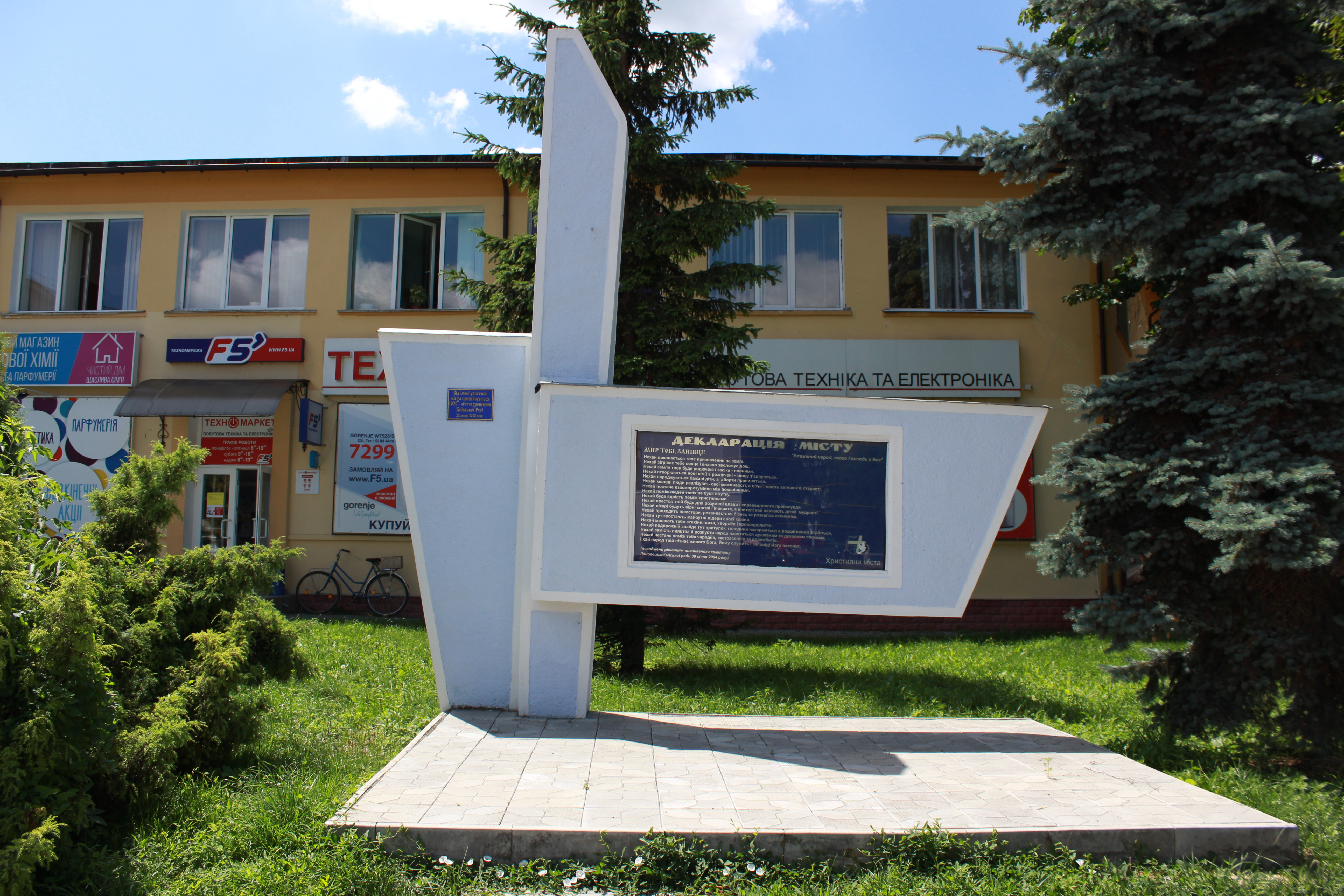
Пам'ятний знак «Декларація місту»

Це сформовані вислови, де містяться проголошені принципи справедливості, поваги, милосердя, взаєморозуміння, гостинності, мирного співіснування й розквіту всіх мешканців міста. Запропонований текст Декларації підтримали представники всіх релігійних конфесій краю.
28 липня 2008 року мер міста Ланівці Іван Ткачук усенародно проголосив текст Декларації на урочистому зібранні на честь 1020-ліття хрещення Київської Русі, і його утвердили як моральний, так і духовний закон для жителів міста.
За рішенням виконавчого комітету, текст Декларації розміщено на пам’ятному знакові в центрі міста Ланівці. 9 лютого 2012 року наказом управління культури Тернопільської ОДА за № 14 об’єкт узяли на державний облік і визначили категорію пам’ятки як об’єкта культурної спадщини. Автором Декларації місту є голова Громадського Центру «Небеса» Володимир Андрощук. 

## Некрополі
При визволенні Ланівців у березні 1944 року загинуло 68 радянських бійців і офіцерів, які були поховані у братській могилі на території містечкового парку. З 1985 року їх тлінні рештки перенесені на північну околицю містечка, напроти міського цвинтаря, де створено меморіальний комплекс — скульптурно-архітектурну композицію, яка являє собою скульптуру воїна на постаменті, зигзагоподібна стела з червоного мармуру з прізвищами, пілони-штики.
«Лановецький яр» — місце поховання загиблих воїнів УПА, членів ОУН, які загинули у боротьбі з комуністичним режимом 1944—1952 роках.

## Соціальна сфера
Діють поліклініка, районна лікарня, чотири аптеки, три бібліотеки, кінотеатр «Супутник» (недіючий), ДЮСШ, Будинок дитячої та юнацької творчості, територіальний центр для самотніх і перестарілих громадян; є Лановецький зоологічний сад.

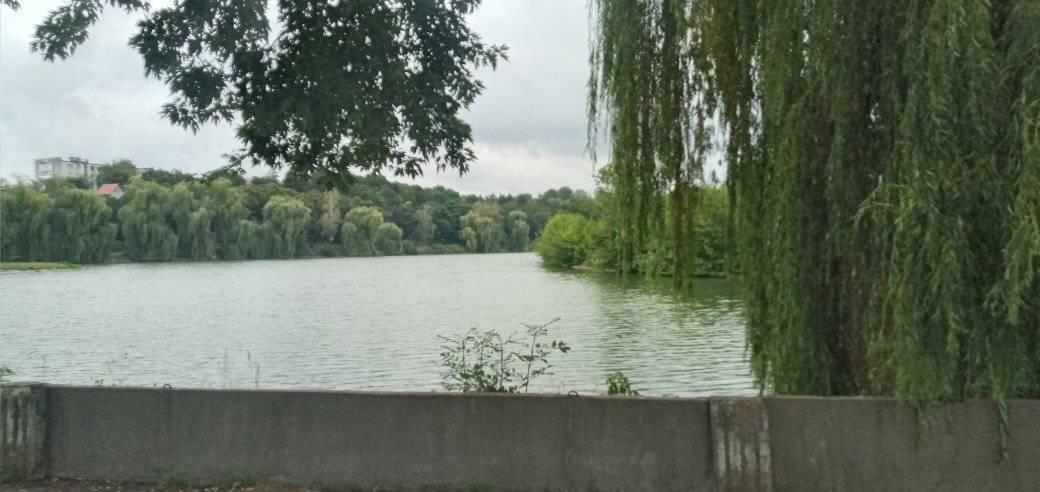
На березі міського ставу

### Заклади освіти
- НВК «Лановецька загальноосвітня школа № 1 І—ІІІ ступенів»-ліцей імені Юрія Коваля.
- Лановецький заклад загальної середньої освіти І—ІІІ ступенів № 2.
- Лановецька філія Державного навчального закладу «Тернопільський професійний коледж з посиленою військовою та фізичною підготовкою».
- Комунальна установа «Лановецька районна дитяча музична школа».
- три дошкільних заклади.

Окрім того, є два будинки культури, один з яких не працює.

## Відомі особи
Уродженці міста:
- Валерій Ясиновський — журналіст, публіцист, поет, видатний педагог, етнограф, заслужений журналіст України
- Борис Дідик — громадський діяч, меценат
- Тамара Дідик — народний артист України[22].
- Зоряна Замкова — поетеса, журналістка, член Національної спілки письменників України.
- Тарас Гудзь —Співак прославився завдяки пісням Теплий сніг.
- Оксана Гавриш-Сікорська — українська різьбярка.
- Григорій Басюк — журналіст, публіцист, історик, етнограф, поет, член національної спілки письменників України.
- Рахель Ауербах (1903—1976) — єврейська письменниця, есеїстка, історик.
- Стасюк Віктор Миколайович (1967—2022) — український учитель, військовослужбовець Збройних сил України, учасник російсько-української війни.

Навчалися:
- письменники Богдан Мельничук, Василь Фольварочний, вчений-астрофізик Іван Климишин, футболіст Олег Ящук[23] навчався в ДЮСШ м. Ланівці.

Проживали, працювали, перебували:
- Служив релігійний діяч о. Микола Малюжинський.
- проживала літератор, громадська діячка Софія Буняк.
- Кравчук Юрій Васильович — солдат Збройних сил України, учасник російсько-української війни.
- перебував поет Євген Маланюк.

Почесний громадян Ланівців:
Тарас Малюжинський (2018).
Міський голова:
- Казновецький Роман Володимирович (нар. 5 червня 1983[25]) — голова Лановецької міської громади (2015—2020, з 2020 року[26]).